# Maynardville (Tennessee)
Maynardville város az Amerikai Egyesült Államok Tennessee államában, Union megyében, melynek megyeszékhelye is. Lakosainak száma 2456 fő (2020. április 1.).

## Népesség
A település népességének változása:

| 2010 | 2 413 |
| 2020 | 2 456 |